# Região Centro-Oeste do Brasil
A Região Centro-Oeste do Brasil é uma das cinco regiões brasileiras definidas pelo IBGE em 1969. É formada por três estados: Goiás, Mato Grosso e Mato Grosso do Sul, mais o Distrito Federal, onde se localiza Brasília, a capital do país e a cidade mais populosa da região.
Com uma área de 1 606 403,506 km², o Centro-Oeste é a segunda maior região do Brasil em superfície territorial, superada apenas pela Região Norte, sendo um pouco maior que a área do estado do Amazonas ou da Região Nordeste. Por outro lado, é a região menos populosa e possui a segunda menor densidade populacional. Por esse motivo, apresenta algumas concentrações urbanas e grandes vazios demográficos. Além disso, é a segunda menor em número de municípios com 467, superando apenas a Região Norte.
Das regiões brasileiras, o Centro-Oeste é a única que faz limite com todas as demais e, ao mesmo tempo, a mais interiorana do país, sendo a única que não possui litoral.
Possui o terceiro maior IDH entre as regiões brasileiras (0.758) em 2021. O maior PIB per capita entre as cinco regiões, e um PIB de 1.1 trilhões de reais, ficando em quarto lugar, atrás do Sudeste, Sul e Nordeste, por conta da população, que é menor em comparação com as demais regiões.

## História

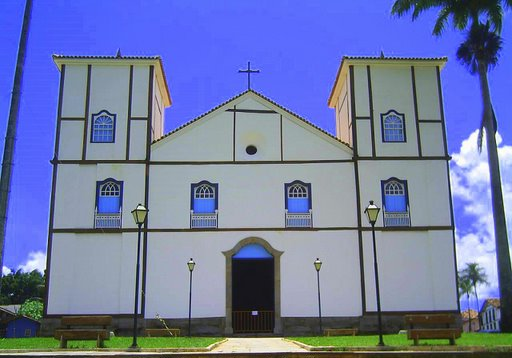
Igreja Matriz de Nossa Senhora do Rosário, no município colonial de Pirenópolis, tombada pelo IPHAN como Patrimônio Histórico e Cultural Brasileiro.

Os indígenas foram os primeiros habitantes da Região Centro-Oeste. Depois chegaram os bandeirantes, que descobriram muitas minas de ouro e fundaram as primeiras vilas: Vila Real do Bom Jesus de Cuiabá, atual Cuiabá capital do Estado de Mato Grosso e a cidade mais antiga do oeste brasileiro,  Vila Boa, atual estado de Goiás e Meya Ponte, hoje, município de Pirenópolis. Surgiram arraiais que se tornaram municípios importantes. A descoberta de diamante deu origem à vila chamada Corrutela.
Os fazendeiros de Minas Gerais e de São Paulo, também povoaram a região. Eles organizaram grandes fazendas de criação de gado.
Para defender as fronteiras do Brasil com os outros países, foram criados fortes militares. Entre eles, destaca-se o Forte de Coimbra, hoje o município de Corumbá. Em volta desses fortes surgiram povoados.
A construção de Brasília, também contribuiu para o povoamento e o desenvolvimento socioeconômico da Região Centro-Oeste.
O povoamento aumentou com a construção de estradas de ferro e, mais tarde, com o aparecimento das rodovias e das hidrovias.
O Mato Grosso do Sul lutou várias vezes para se tornar independente do Mato Grosso, tendo sua independência  oficializada em 1° de Janeiro de 1979.

## Geografia

### Relevo

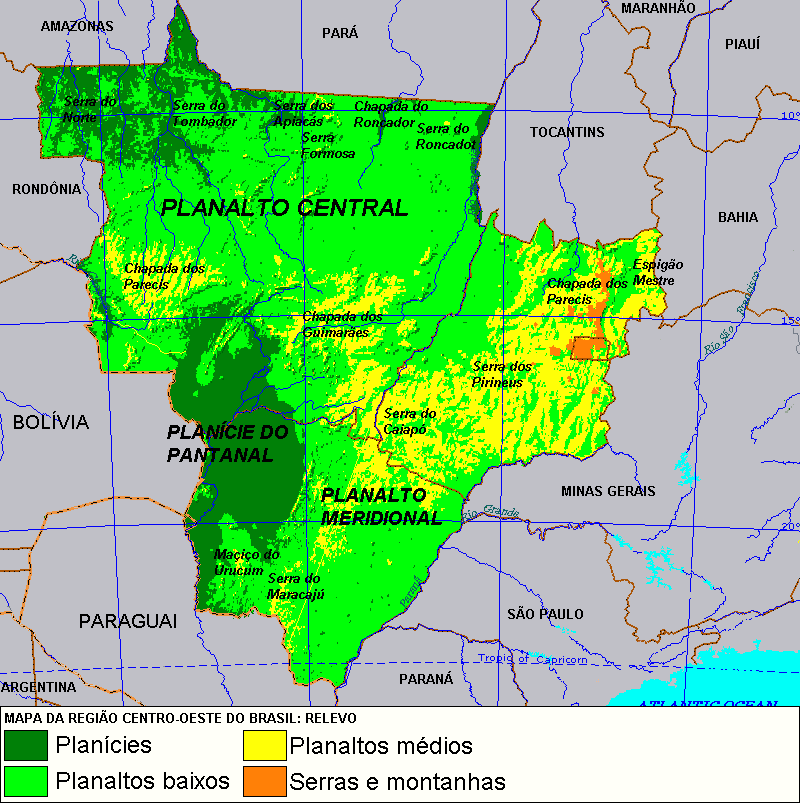
Mapa físico da Região Centro-Oeste do Brasil.

Como em quase todo o território brasileiro, o relevo da região é marcado por unidades suaves, raramente ultrapassando mil metros de altitude. O relevo centro-oestino é composto por três unidades dominantes:
- Planalto Central;
- Planalto Meridional;
- Planície do Pantanal.

#### Planaltos e chapadas
O Planalto Central é um grande bloco rochoso, formado por rochas cristalinas, sobre as quais se apoiam camadas de rochas sedimentares. Existem trechos em que as rochas cristalinas aparecem livres dessa cobertura sedimentar, surgindo aí um relevo ondulado. Nas áreas em que as rochas cristalinas estão cobertas pelas camadas sedimentares, são comuns as chapadas, com topos planos e encostas que caem repentinamente e recebem o nome de ‘’serras’’. Nestas regiões, as chapadas possuem a denominação de chapadões.
O Planalto Meridional se estende da Região Sul até os estados de Mato Grosso do Sul e Goiás. Nele são encontrados os solos mais férteis de todo o Centro-Oeste – a terra roxa que aparece em forma de manchas no sul de Goiás e em Mato Grosso do Sul.
As chapadas estão presentes na maior parte da região, e em Mato Grosso podem ser citados a Chapada dos Parecis, a oeste, e a Chapada dos Guimarães, ao sudeste; em Goiás, pode ser citado a Chapada dos Veadeiros, ao norte; na divisa com o Nordeste destaca-se o Espigão Mestre, que funciona como divisor de águas da bacia do Tocantins e da bacia do São Francisco.

#### Planície do Pantanal

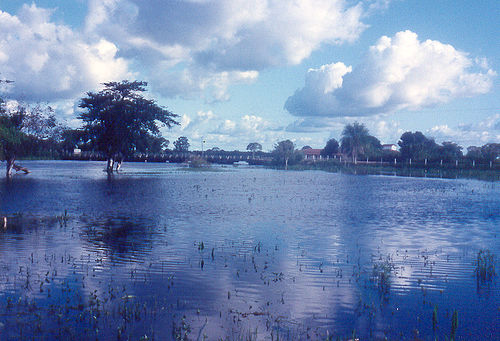
Período de cheia no Pantanal

O Pantanal é uma planície inundável de formação recente, cuja altitude média é de aproximadamente 110 metros. É, portanto, uma depressão relativa situada entre os planaltos Central, Meridional e relevo pré-andino. Periodicamente, a Planície do Pantanal é inundada pelo Rio Paraguai e seus afluentes. O relevo da planície tem duas feições principais:
- Cordilheiras: Pequenas elevações que não sofrem inundações;
- Baías ou lagos: Partes mais baixas, de formatos circulares, inundadas durante a estação chuvosa, formando lagoas.

### Clima

Mapa climático do Centro-Oeste brasileiro de acordo com a classificação climática de Köppen.

O clima da região Centro-Oeste do Brasil é o tropical, quente e chuvoso, sempre presente nos estados de Mato Grosso, Mato Grosso do Sul e Goiás. A característica mais marcante deste clima quente é a presença de um verão chuvoso, entre os meses de outubro a abril, e um inverno seco, entre os meses de maio a setembro.
O norte de Mato Grosso, ocupado pela Amazônia, é abrangido pelo clima equatorial, apresentando os maiores índices pluviométricos do Centro-Oeste, que pode chegar a mais de 2 500 milímetros anuais. O restante da região possui clima tropical, com precipitações médias inferiores, entre 1 000 e 1 500 milímetros por ano. As temperaturas são mais altas do que no sul. O inverno apresenta temperaturas acima de 18 °C; durante o verão, a temperatura pode alcançar temperaturas superiores a 25 °C. Existe declínio sensível de temperatura quando ocorre o fenômeno da friagem, que é a chegada de uma massa polar atlântica que através do vale do rio Paraguai, atinge todo o oeste dos estados de Mato Grosso e Mato Grosso do Sul.
e reduzindo-se a pouco mais de 1.200 mm grande parte do território.
Nas regiões mais elevadas do Planalto Central ocorre o clima tropical de altitude e as mínimas são menores podendo ocorrer geadas nessas regiões. Em outras partes da região também é normal ocorrer geadas. Os meses de verão são úmidos, porque nessa época, a Planície do Pantanal é uma das áreas mais quentes da América do Sul, e por esse motivo, forma um núcleo de baixa pressão que atrai os ventos úmidos conhecidos como alísios de nordeste. A chegada desses ventos corresponde às chuvas fortes que caem na região.

### Hidrografia
A Região Centro-Oeste é drenada por muitos rios, agrupados em três grandes bacias hidrográficas:

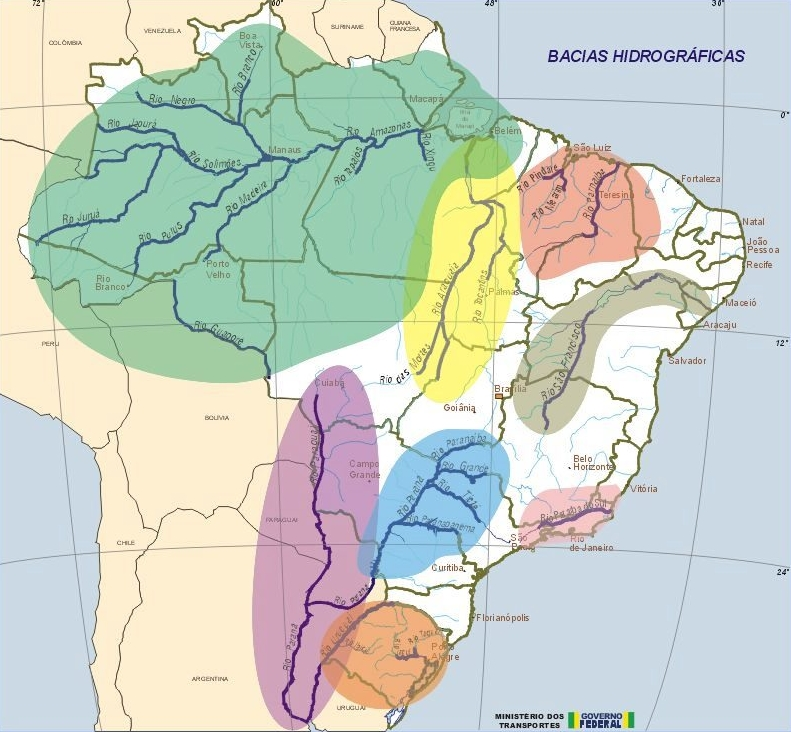
Mapa hidrográfico do Brasil

- Bacia Amazônica:, em Mato Grosso, para onde se deslocam rios colossais, como o Xingu, ou rios que formam principais afluentes do rio Amazonas, como o Juruena e o Teles Pires que formam o rio Tapajós;
- Bacia do Tocantins-Araguaia, ocupando o norte e o ponto mais a oeste de Goiás e o extremo leste de Mato Grosso;
- Bacia Platina, subdividida em suas bacias hidrográficas: a bacia do rio Paraná e a bacia do rio Paraguai, no restante da região.

A maior bacia hidrográfica em extensão da região Centro-Oeste é a bacia do rio Paraguai, que nasce na Chapada dos Parecis, no estado de Mato Grosso. Seus principais afluentes são os rios Cuiabá, Taquari e Miranda. A bacia do rio Paraguai ocupa uma imensa baixada que forma a Planície Paraguaia, na qual a parte alagada é composta pelo Pantanal Mato-grossense. Como o clima da região intercala estações secas e estações chuvosas, essa planície fica coberta por um lençol de água durante aproximadamente seis meses. Nos meses secos, as águas represam-se em pequenas lagoas semicirculares, chamadas de baías. Quando as cheias são mais violentas, as baías ampliam-se e ligam-se umas com as outras através de canais chamados de corichos.
O norte de Goiás e o leste do estado de Mato Grosso são banhados pelas nascentes dos rios que formam a Bacia do Tocantins. Na divisa da Região Nordeste com o estado de Goiás, estendendo-se até o estado de Tocantins, na Região Norte, destaca-se o Espigão Mestre, que funciona como divisor de águas separando a bacia do Tocantins, no oeste, e a bacia do rio São Francisco no leste.
Na divisa com os estados de Minas Gerais, São Paulo e Paraná, o Centro-Oeste é banhado pelo rio Paraná e por um de seus formadores, o Rio Paranaíba, no extremo sul de Goiás. A porção sudeste da região é drenada por afluentes menos extensos da margem direita do rio Paraná, como os rios Verde, Pardo, Ivinhema, Amambaí e Iguatemi.

### Vegetação

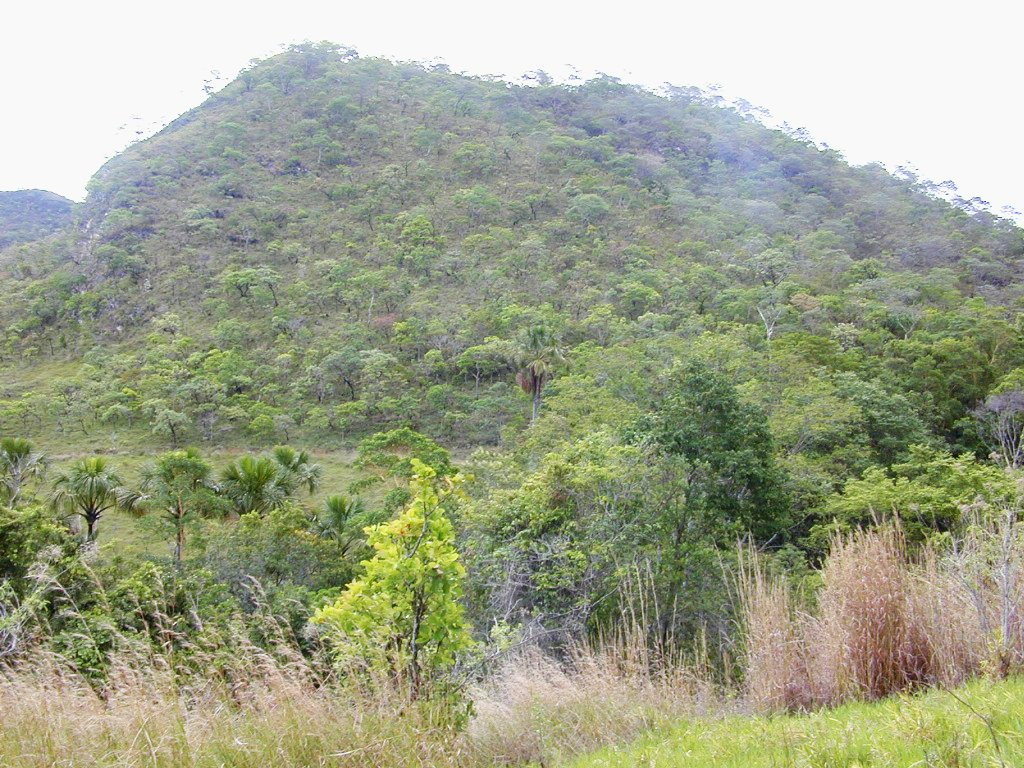
A vegetação do cerrado é a paisagem típica da região.

No Centro-Oeste existem formações vegetais bastante diferentes umas das outras. Ao norte e oeste aparece a Floresta Amazônica, praticamente impenetrável, composta por uma vegetação densa e exuberante. A maior parte da região, entretanto, é ocupada pelo cerrado, tipo de savana com gramíneas altas, árvores e arbustos esparsos, de troncos retorcidos, folhas duras e raízes longas, adaptadas à procura de água no subsolo. O cerrado não é uniforme: onde há mais árvores que arbustos, ele é conhecido como cerradão, e  no cerrado propriamente dito há menos arbustos e árvores, entre os quais se espalha uma formação contínua de gramíneas.
Em Mato Grosso do Sul, existe uma verdadeira "ilha" de campos limpos, conhecidos pelo nome de campos de Vacaria, que lembram vagamente o pampa gaúcho. A região do Pantanal, sempre alagável quando nas cheias de verão, possui uma vegetação típica e muito variada, denominada Complexo do Pantanal. Aí aparecem concentradas quase todas as variedades vegetais do Brasil: florestas, campos e até mesmo a caatinga.
Podem ser identificadas ainda as matas galerias em alguns trechos do cerrado, que se caracterizam por serem densas apenas nas margens dos cursos d'água ao longo dos quais se desenvolvem e cuja umidade as mantém. A floresta tropical que existia na região está praticamente extinta.

## Demografia

### Regiões Metropolitanas
Com 15 660 988 habitantes, conforme estimativa do Instituto Brasileiro de Geografia e Estatística (IBGE) para 2016, a Região Centro-Oeste é considerada pouco povoada, porém a mesma possui duas regiões metropolitanas e uma RIDE. São elas:
- Região Metropolitana de Goiânia com 2 458 504 habitantes (IBGE/2016),[8] sendo 22 municípios.
- Região Metropolitana do Vale do Rio Cuiabá com 856 706 (IBGE/2016)[9] habitantes, sendo 4 municípios.

Além de Possuir:
- Região Integrada de Desenvolvimento do Distrito Federal e Entorno com 4.284.676 habitantes (IBGE/2016),[10] sendo 22 municípios mais o Distrito Federal.

### Povoamento

Mapa do Brasil no início do século XVIII

As primeiras estradas e vilas criadas na região foram obras dos bandeirantes que, durante os séculos XVII e o XVIII, desbravaram territórios à procura de minérios ou para capturar indígenas. Mas o efetivo povoamento regional somente começou quando o desenvolvimento do Sudeste fez surgir um forte mercado consumidor para a pecuária e a agricultura na parte sul da região.
Em 1935, Goiânia foi construída para ser a nova capital de Goiás, o que se tornou um atrativo ao povoamento da área. Outros municípios foram crescendo em importância, como Anápolis, por exemplo, ligada a Minas Gerais através de várias rodovias e ferrovias. A construção da Estrada de Ferro Noroeste do Brasil, concluída em 1950, que liga Bauru, em São Paulo, a Corumbá, em Mato Grosso do Sul, facilitou o escoamento dos produtos e consolidou o desenvolvimento de todo o extremo sul de Goiás e de Mato Grosso.
A parte nordeste da região, até o início da década de 1960, permanecia praticamente selvagem e mal conhecida pelo homem, até que a construção de Brasília e a abertura de estradas — como a Rodovia Belém-Brasília, por exemplo — acabaram atraindo contingentes de migrantes de todo o Brasil para o Planalto Central.

### Etnias
| Cor/Raça (2006)    | Cor/Raça (2006) |
| ------------------ | --------------- |
| Branca             | 50,5%           |
| Parda              | 43%             |
| Preta              | 5,7%            |
| Indígena e amarela | 0,8%            |

Entre os tipos humanos característicos do Centro-Oeste estão: o vaqueiro do Pantanal, o boiadeiro de Goiás, os peões das fazendas de gado, os garimpeiros, os índios com as suas múltiplas formas de cultura como a influência sulista no Mato Grosso e Mato Grosso do Sul e nordestina no Distrito Federal.
De acordo com estudos autossômicos realizados, a ancestralidade europeia responde por 66,30% da herança da população, a ancestralidade africana responde por 21,70% da e a herança indígena, 12,00%. A composição (ancestralidade) da população de Goiás como um todo encontra-se assim descrita: 83,70% europeia, 13,30% africana e 3,0% indígena. E a do Mato Grosso do Sul:  73,60% europeia, 13,90% africana e 12,40% indígena.

### Migrações internas
Um importante grupo do Centro-Oeste é o grupo dos sulistas (gaúchos, catarinenses, paranaenses) que se instalaram sobretudo no sul de Mato Grosso do Sul. Na região, foram os responsáveis pela organização da agricultura, abriram rodovias, montaram serrarias, fundaram vilas e municípios.
A expansão agrícola, boas estradas e oportunidades de progresso relativamente rápido são fatores responsáveis por essa atração. O Centro-Oeste formou sua população com migrantes vindos de todas as demais regiões do país, caracterizando-se assim pela heterogeneidade humana. Entretanto, há equilíbrio entre a porcentagem de brancos (50,1%), concentrados sobretudo no sul, e a de mestiços (46,3%), principalmente mamelucos, encontrados nas partes norte e central. As outras etnias compõem os restantes 3,6% da população.

### Grupos indígenas
A presença indígena é muito intensa no Centro-Oeste. Habitam numerosas tribos inóspitas e em algumas reservas e parques indígenas que podem ser citados: o Parque Indígena do Xingu, que reúne cerca de 20 tribos diferentes, o Parque Indígena do Araguaia, na ilha do Bananal, a Reserva Indígena Xavante e a Reserva Indígena Parecis.
Os índios se dedicam, em geral, a agricultura, pecuária, artesanato, garimpagem, caça e pesca. Mas sofrem com as frequentes invasões de seus territórios.

### Distribuição populacional (IBGE/2010)
Há uma diferença notável entre a parte norte da região, praticamente vazia, e a parte sul, onde se localizam os maiores municípios e também as áreas mais expressivas demograficamente. A densidade demográfica dos estados do Centro-Oeste são aproximadamente as seguintes:
| Unidade Federativa | Densidade demográfica 2010 (hab/km²) |
| ------------------ | ------------------------------------ |
| Mato Grosso        | 3,36                                 |
| Mato Grosso do Sul | 6,86                                 |
| Goiás              | 17,65                                |
| Distrito Federal   | 444,66                               |

## Economia
A Região Centro-Oeste apresenta população urbana relativamente numerosa. No meio rural, entretanto, predominam densidades demográficas muito baixas, o que indica que a pecuária extensiva é a atividade mais importante. A agricultura comercial, por sua vez, vem ganhando grande destaque nos últimos anos e já supera o extrativismo mineral e vegetal. As atividades industriais, entretanto são ainda pouco expressivas. No entanto chama atenção o Distrito Agroindustrial de Anápolis onde se encontra o maior parque industrial do Centro-Oeste do Brasil com destaque para a indústria farmacêutica (Laboratórios Teuto Brasileiro) (com participação de 40% da Pfizer), Neoquímica (da Hypermarcas), Greenpharma, Melcon (com participação de 40% do Laboratório Aché), dentre outras); a montadora de carros coreana Hyundai Motor Company; a Estação Aduaneira do Interior (EADI ou Porto Seco); empresas de fertilizantes (Adubos Araguaia, Fertilizantes Mitsui), etc.
| Estados             | PIB             | % do PIB nacional | % do PIB regional | PIB per Capita |
| ------------------- | --------------- | ----------------- | ----------------- | -------------- |
| Distrito Federal    | 197 432 milhões | 3,4%              | 36,40%            | 69 216,80      |
| Goiás               | 165 015 milhões | 2,9%              | 30,41%            | 25 296,60      |
| Mato Grosso         | 101 235 milhões | 1,8%              | 18,65%            | 31 396,81      |
| Mato Grosso do Sul  | 78 950 milhões  | 1,4%              | 14,54%            | 30 137,58      |
| Região Centro-Oeste | 542 632 milhões | 9,38%             | 100%              | 35 653,48      |

### Setor primário

#### Agricultura

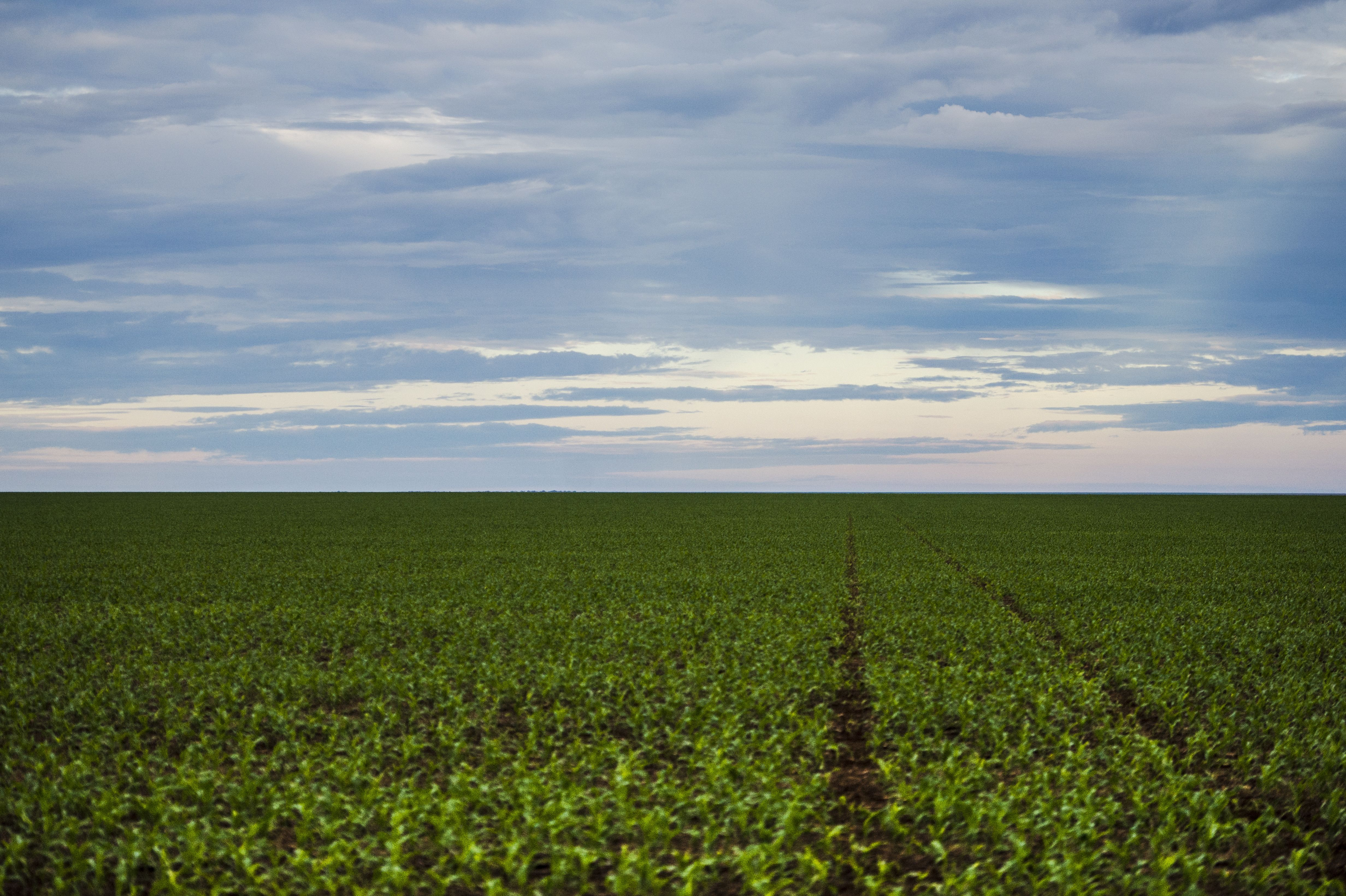
Soja no Mato Grosso

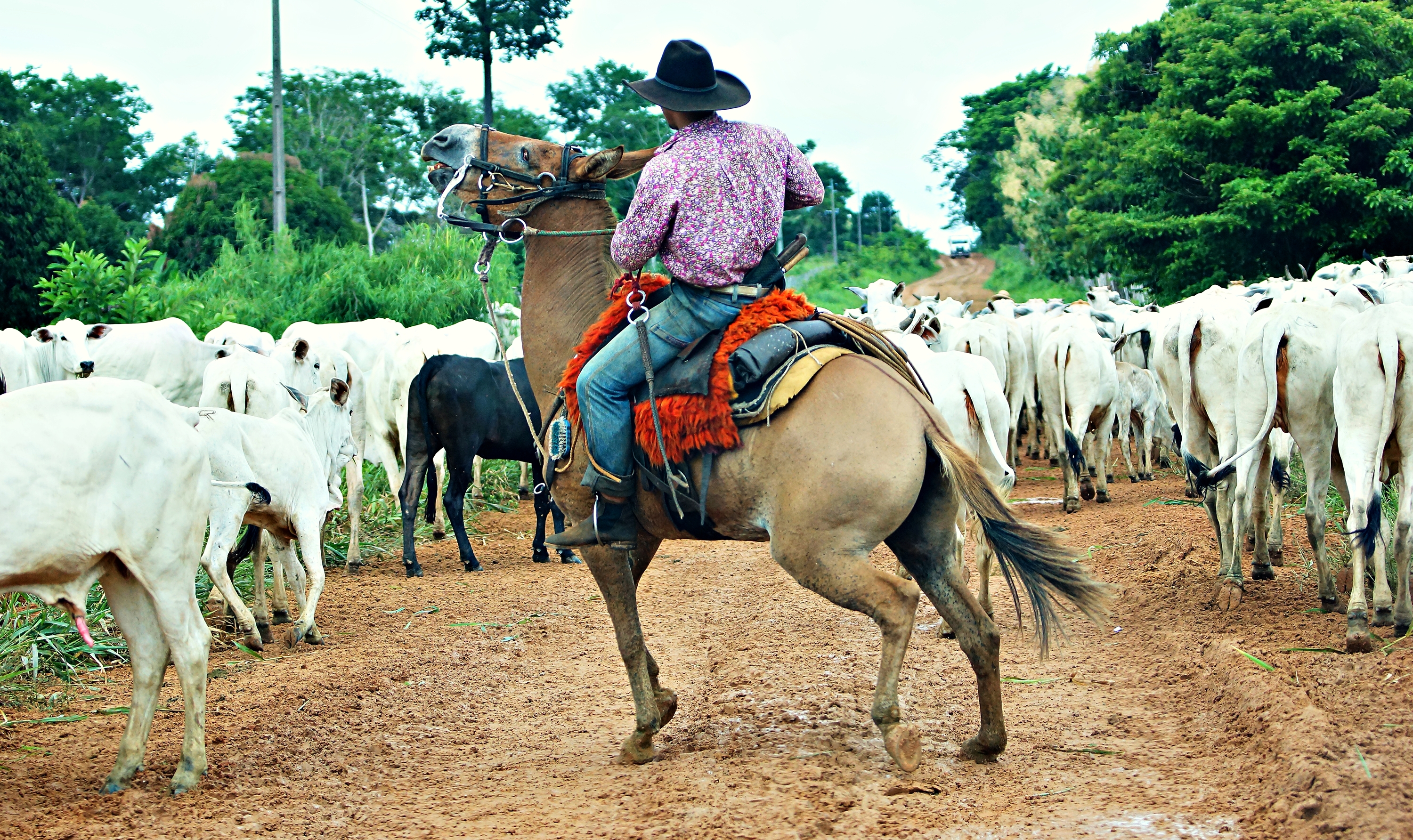
Gado bovino em Mato Grosso

O Centro-Oeste produz 46% dos cereais, leguminosas e oleaginosas do país: 111,5 milhões de toneladas em 2020.
O Mato Grosso lidera como maior produtor nacional de grãos do país, com uma participação de 28,0%, com Goiás (10,0%) em 4º lugar, e Mato Grosso do Sul (7,9%) em 5º lugar.
Mato Grosso é o maior produtor de soja do Brasil, com 26,9% do total produzido em 2020 (33,0 milhões de toneladas). Na safra 2019/20, Goiás foi o quarto maior produtor de soja, com 12,46 milhões de toneladas. O Mato Grosso do Sul produziu 10,5 milhões de toneladas em 2020, um dos maiores estados produtores do Brasil, cerca de quinto lugar. O Brasil é o maior produtor mundial de soja, com 120 milhões de toneladas colhidas em 2019.
Em 2017, Mato Grosso era o maior produtor de milho do país; Goiás estava em 4º lugar. Em 2019, Mato Grosso do Sul também era um dos maiores produtores de milho do país com 10,1 milhões de toneladas. O Brasil é o segundo maior produtor de milho do mundo, com 107 milhões de toneladas colhidas em 2019.
Goiás é o segundo maior produtor de cana-de-açúcar do país, com 11,3% da produção nacional, com 75,7 milhões de toneladas colhidas na safra 2019/20. Mato Grosso do Sul ocupa a quarta posição, com cerca de 49 milhões de toneladas colhidas. Mato Grosso colheu 16 milhões de toneladas, estando na sexta colocação. O Brasil é o maior produtor mundial de cana de açúcar, com 670 milhões de toneladas colhidas em 2019.
Goiás e Minas Gerais respondem por 74,8% da produção brasileira de sorgo. Goiás tem a liderança nacional: produziu 44% da produção brasileira da cultura no ciclo 2019/2020, com safra de 1,09 milhão de toneladas.
O Mato Grosso é também o maior produtor de algodão do Brasil, com cerca de 65% da produção nacional (1,8 dos 2,8 milhões de toneladas colhidos no país). Goiás está em 4º lugar.
Mato Grosso é o terceiro maior produtor de feijão do país, com 10,5% da produção brasileira. Goiás foi o quarto maior produtor de feijão do Brasil na safra 2017/18, com 374 mil toneladas, e detém cerca de 10% da produção do país. O Brasil é o terceiro maior produtor de feijão do mundo.
Goiás também é o líder na produção brasileira de tomate: em 2019 produziu mais de 1,2 milhão de toneladas, um terço da produção total do país.
A Região Centro-Oeste também possui produções relevantes de alho, girassol e mandioca.

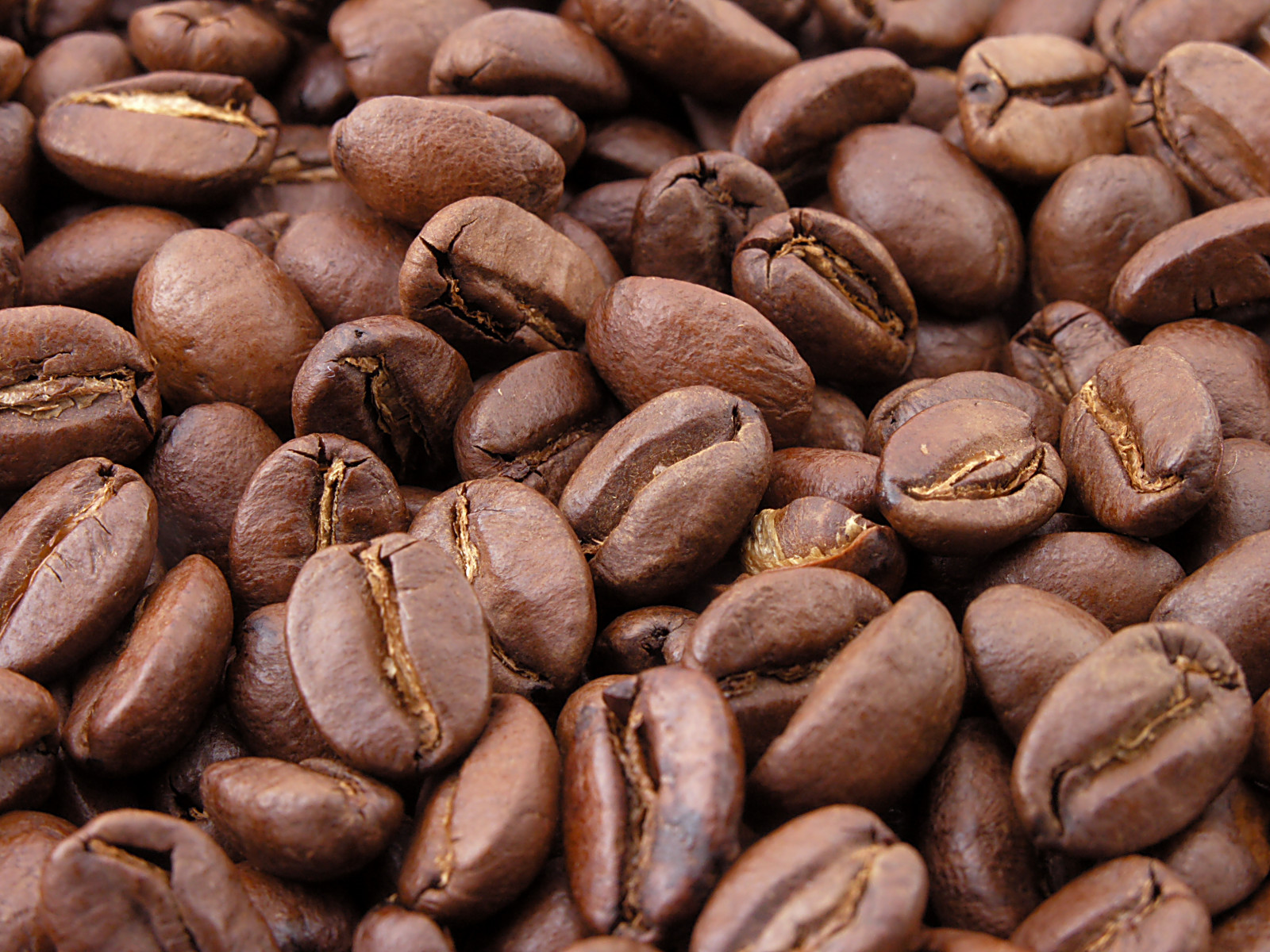
Muitos cultivos, antes restritos às regiões Sul e Sudeste, mostram-se promissores em áreas do Centro-Oeste. É o caso da soja, do trigo e do café. Na fotografia, aparecem os grãos torrados de Coffea arabica.

A agricultura de subsistência, com o cultivo de milho, mandioca, abóbora, feijão e arroz, através de técnicas primitivas, sempre se constituiu em atividade complementar à pecuária e ao extrativismo. O crescimento populacional que vem caracterizando a região, a melhoria das vias de comunicação e o mercado consumidor sempre expressivo do Sudeste têm aumentado muito o desenvolvimento da agricultura comercial.
As áreas agrícolas de maior expressão no Centro-Oeste são:
- Médio-Norte Mato-grossense, no eixo da BR-163 ao norte do estado, região de maior produção de soja e milho do Brasil, onde se localiza a cidade de Sorriso, maior produtor individual de soja do mundo;
- O "Mato Grosso de Goiás", área de solos férteis localizada no sudeste de Goiás, que é destacado centro produtor de arroz, algodão, café, milho e soja;
- O Vale do Paranaíba, no extremo sul de Goiás, onde solos de solos vermelhos favorecem o desenvolvimento agrícola de municípios como Itumbiara e Goiatuba, com o cultivo de algodão, amendoim e principalmente arroz;
- O sul de Mato Grosso do Sul, região que se caracteriza pela produção de soja, arroz, café, algodão, milho e, recentemente, até mesmo trigo;
- A Região de Campo Grande e Dourados (MS), destacam-se as produções de soja, milho, amendoim e trigo;
- Área do cerrado, abrange terras nas quais se pratica, em grandes propriedades, a pecuária extensiva de bovinos, com destaque para os estados de Goiás e Mato Grosso, que juntos abrigam 15% do rebanho nacional. Também se criam eqüinos, porém em menor proporção;
- Pantanal (MS), tradicional área pecuarista, onde se pratica uma pecuária ultra-extensiva de baixa qualidade, com numerosos rebanhos de bovinos e bufalinos.

Essas são as seis regiões mais importantes, mas não são as únicas em que se pratica a agricultura comercial. Ao longo da Rodovia Belém-Brasília, próximo a Campo Grande e a oeste de Brasília, novas áreas agrícolas se destacam, valorizadas por incentivos fiscais do governo, criação de condições de armazenamento, técnicas de controle da erosão, abertura de novas estradas e assistência técnica e financeira ao agricultor. Novos conceitos de agronomia e introdução de modernas técnicas de recuperação do solo têm tornado extremamente otimistas as perspectivas de cultivo nas vastas extensões de cerrado que recobrem o Centro-Oeste, antes pouco valorizadas e utilizadas apenas para a pecuária.

#### Pecuária

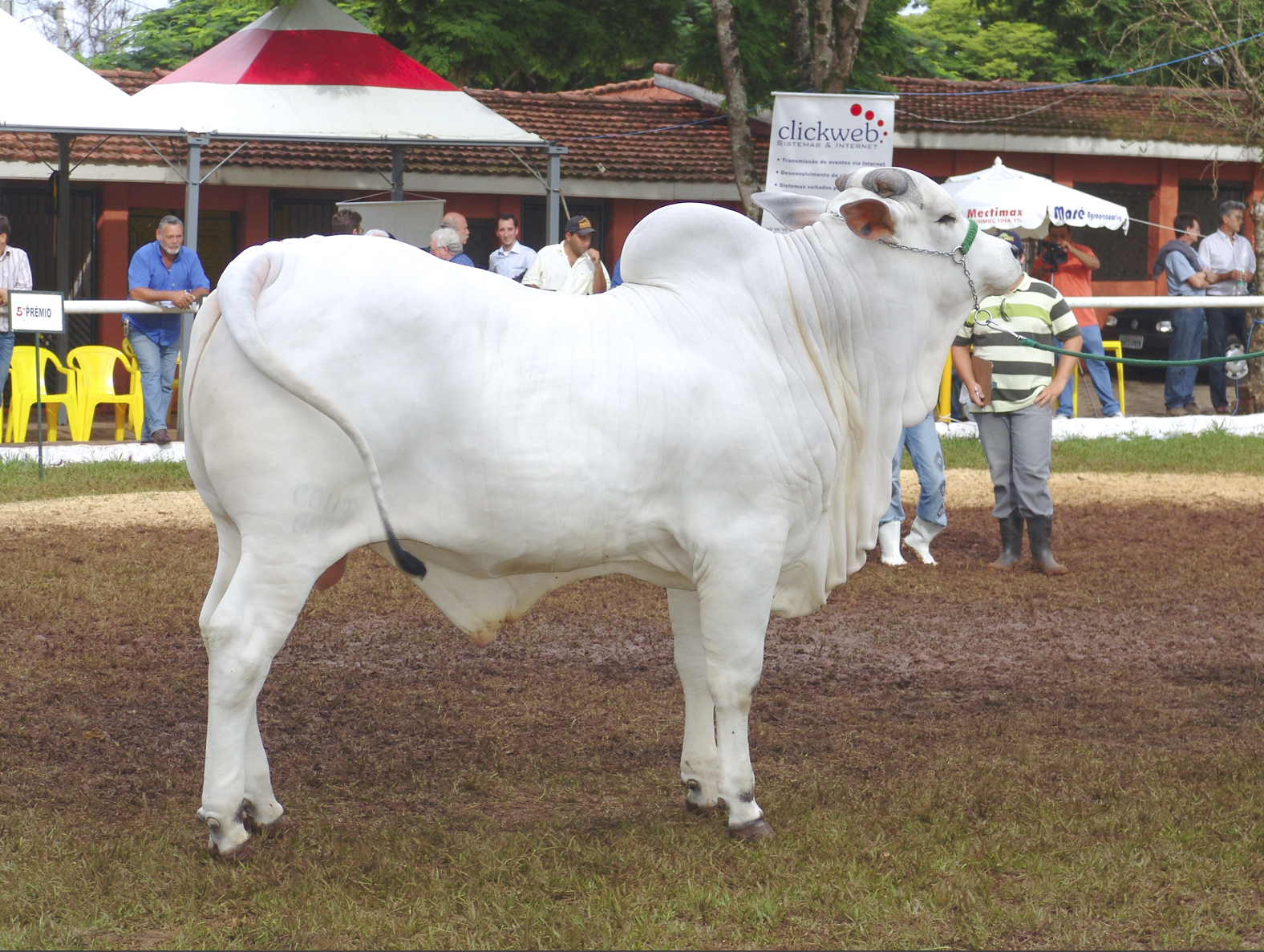
A pecuária de corte é uma das atividades agropecuárias mais importantes da Região Centro-Oeste do Brasil. Na fotografia, um touro da raça Nelore.

No rebanho bovino, o Brasil tinha quase 215 milhões de cabeças de gado em 2017. O Centro Oeste tinha 74 milhões de cabeças, 34,5% do total brasileiro, sendo a região líder no país. Acerca da carne suína, o Brasil tinha quase 42 milhões de suínos em 2017. O Centro-Oeste tinha quase 15% do total (6,2 milhões). Já na avicultura, o Brasil tinha em 2017 o total de 1,4 bilhão de galináceos. O Centro-Oeste tinha 12,2% do total (172 milhões). Na produção de leite, o Brasil produziu 33,5 bilhões de litros em 2017. O Centro-Oeste produziu 12% do total (quase 4 bilhões de litros). Na produção de ovos, o Brasil produziu 4,2 bilhão de dúzias em 2017. O Centro-Oeste produziu 11,6% (489 milhões de dúzias).
Possuindo em média mais de quatro cabeças de gado para cada habitante, o Centro-Oeste dispõe de um enorme rebanho, destacando-se o gado bovino, criado geralmente solto, o que caracteriza a pecuária extensiva. Esse tipo de criação dificulta o aproveitamento do leite e, assim, praticamente todo o rebanho é destinado ao corte e absorvido pelo mercado consumidor paulista e pelos frigoríficos do oeste do estado de São Paulo. Apenas no sul da região é que a pecuária leiteira apresenta maior expressão, sobretudo em áreas mais urbanizadas e que dispõem de uma boa rede de transportes, facilitando a comercialização da produção. Parte do leite é industrializado por laticínios da própria região e do Sudeste.
A vegetação do cerrado não é de boa qualidade para a alimentação animal e por isso os rebanhos têm baixo rendimento, produzindo pouca carne. Para contornar esse problema, recorre-se às chamadas invernadas, fazenda de engorda onde o gado passa um período para ganhar peso. Embora o gado seja abatido em Mato Grosso, as invernadas estão localizadas geralmente em Minas Gerais e São Paulo.
As áreas de campo do Pantanal, o cerrado próximo à Campo Grande e da parte sul de Goiás constituem as áreas pastoris de maior importância na região, onde, inclusive, se desenvolvem muitas pastagens artificiais. Essa atividade econômica enfrenta sérios problemas na área do Pantanal, onde as cheias frequentes forçam a entrada do gado para áreas mais altas. Recentemente, importantes áreas de pecuária têm sido implantadas ao longo das rodovias que ligam o Centro-Oeste à Região Norte.
Além dos bovinos, que representam 80% dos rebanhos do Centro-Oeste, destaca-se ainda o rebanho suíno, em Goiás.

#### Extrativismo

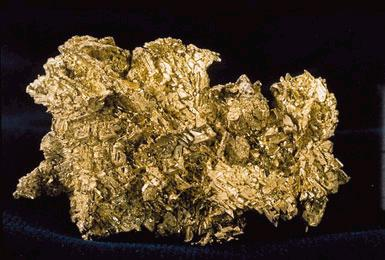
O ouro é um dos produtos econômicos mais importantes da região Centro-Oeste, ao lado do diamante e do ferro.

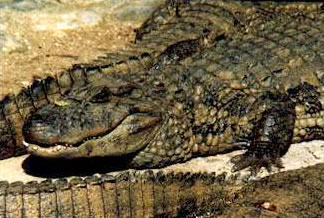
O jacaré é uma das vítimas da caça predatória.

Goiás detém 4,58% da participação mineral nacional (3º lugar no país). Em 2017, no níquel, Goiás e Pará foram os dois únicos produtores do país, sendo Goiás o primeiro em produção, tendo obtido 154 mil toneladas pelo valor de R $ 1,4 bilhão. No cobre, foi o segundo maior produtor do país, com 242 mil toneladas, no valor de R $ 1,4 bilhão. No ouro, foi o quarto maior produtor do país, com 10,2 toneladas, no valor de R $ 823 milhões. No nióbio (na forma de pirocloro), foi o segundo maior produtor do país, com 27 mil toneladas, com o valor de R $ 312 milhões. No alumínio (bauxita), foi o 3º maior produtor do país, com 766 mil toneladas, no valor de R $ 51 milhões. Ainda em 2017, no Centro-Oeste, Mato Grosso detinha 1,15% da participação mineral nacional (quinto lugar no país) e Mato Grosso do Sul tinha 0,71% da participação mineral nacional (sexta posição no país). Mato Grosso teve produção de ouro (8,3 toneladas no valor de R $ 1 bilhão) e estanho (536 toneladas no valor de R $ 16 milhões). Mato Grosso do Sul teve produção de ferro (3,1 milhões de toneladas com valor de R $ 324 milhões) e manganês (648 mil toneladas com valor de R $ 299 milhões).
As riquezas minerais do Centro-Oeste são ainda mal conhecidas, mas mesmo assim a região se projeta como possuidora de excelentes reservas de ferro, manganês, níquel, cristal de rocha, ouro e diamante. O ferro e o manganês são encontrados em um grande bloco de rochas cristalinas, o Maciço do Urucum, que aflora em plena horizontalidade da Planície do Pantanal, em Mato Grosso do Sul. Embora abundantes, essas reservas são de baixa qualidade. Destinam-se ao abastecimento da usina siderúrgica Sobrás, em Corumbá, e o excedente é exportado para os Estados Unidos, Argentina e Uruguai. O cristal de rocha aparece em Goiás e também é destinado à Sobrás e à exportação, principalmente para o Japão. Em Goiás é encontrado ainda o níquel, enquanto o ouro e o diamante são extraídos, através do garimpo, principalmente em Mato Grosso.
O extrativismo vegetal é uma atividade econômica importante sobretudo em áreas mais distantes dos grandes centros. Da imensa Floresta Amazônica, que recobre a parte norte da região, extraem-se borracha e madeiras de lei, como mogno, cedro, imbuia e outras. No sudoeste de Mato Grosso extraem o angico e a poaia, cujas raízes fornecem matéria-prima para a indústria farmacêutica; no Pantanal, a espécie de maior aproveitamento é o quebracho, do qual se extrai o tanino, utilizado no curtimento do couro; e no sul de Mato Grosso do Sul alternam-se o extrativismo vegetal e plantações de erva-mate.
O extrativismo animal, representado pela caça, não possui expressão comercial regular e oficializada. Entretanto, praticam-se intensamente as atividades extrativas ilegais. A caça predatória tem como consequência a matança indiscriminada de jacarés e a extinção de inúmeras outras espécies de aves e animais terrestres, ocasionando grave desequilíbrio ecológico na região. Entre os animais mais dizimados estão: a garças, caçadas por causa de suas penas; as lontras e ariranhas, devido à grande procura de suas peles no exterior; e os jacarés, cuja pele é utilizada na fabricação de cintos, bolsas, calçados, etc. É também relevante a pesca de grandes peixes de água doce em importantes rios.

### Setor secundário

#### Indústria

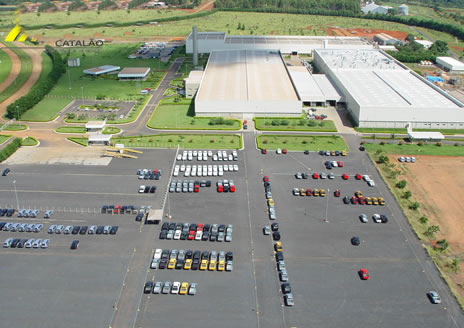
Fábrica da Mitsubishi em Catalão.

O Centro-Oeste concentra 6% do PIB industrial do país.
Trata-se de uma atividade que vem crescendo no Centro-Oeste. As indústrias mais expressivas são recentes, atraídas pela energia abundante fornecida pelas usinas do complexo de Urubupungá, no rio Paraná (Mato Grosso do Sul), de São Simão e Itumbiara, no rio Paranaíba, de Cachoeira Dourada (em Goiás) e outras menores. As indústrias mais importantes são as de produtos alimentícios, farmacêutica, de minerais não metálicos e a madeireira.
A área mais industrializada e desenvolvida socioeconomicamente do Centro-Oeste estende-se no eixo Goiânia-Anápolis-Brasília. Tem como destaque as indústrias automobilística, farmacêutica, alimentícia, têxtil, de produtos minerais e bebidas. Outros centros fabris importantes são Campo Grande (indústria alimentícia), Cuiabá (indústria alimentícia e de borracha), Corumbá, favorecida pela proximidade do Maciço do Urucum para a obtenção de matérias-primas minerais, Catalão e Rio Verde em Goiás e Três Lagoas (Mato Grosso do Sul), que sozinha foi responsável por 0,15% do crescimento PIB brasileiro em 2007.
Goiás é o estado mais industrializado da Região. Neste estado está localizado o  Distrito Agroindustrial de Anápolis (DAIA) - o mais importante polo industrial do Centro-Oeste - que na última década recebeu diversos tipos de indústrias, principalmente de medicamentos (o que faz do município o maior polo farmo-químico do Brasil) e a montadora de automóveis sul-coreana Hyundai; além de Catalão, importante pólo minero-químico e metalmecânico, com destaque para a montadora de automóveis Mitsubishi e a montadora de máquinas agrícolas John Deere. Em Rio Verde, Itumbiara, Jataí, Mineiros e Mozarlândia encontram-se importantes indústrias no ramo alimentício; Uruaçu, Minaçu e Niquelândia, com indústrias de extração e processamento de minérios; Jaraguá, um polo da indústria do vestuário e Senador Canedo, com um complexo petroquímico da Petrobras,  atividades na indústria calçadista, atividades na indústria alimentícia (JBS Friboí, Cicopal e Sol bebidas), além da gigante de bens de consumo Hypermarcas.
No estado de Mato Grosso do Sul, as indústrias se baseiam no extrativismo mineral já que nessa região a concentração de minérios de ferro é muito grande. Além disso em Três Lagoas é de considerável vulto a produção de papel e celulose. Mato Grosso do Sul registrou crescimento acima da média nacional na produção de celulose, atingiu a marca de 1 milhão de hectares de eucalipto plantados, ampliou seu parque industrial do setor e se consolidou como o maior exportador do produto no país no primeiro quadrimestre de 2020. Entre os anos de 2010 a 2018 a produção sul-mato-grossense disparou em 308%, chegando a 17 milhões de metros cúbicos de madeira em tora para papel e celulose em 2018. Em 2019, Mato Grosso do Sul atingiu a liderança das exportações do produto no país, com 9,7 milhões de toneladas comercializadas: 22,20% do total brasileiro das exportações de celulose naquele ano.

### Setor terciário

#### Transportes

Sistema rodoviário brasileiro, com as rodovias duplicadas destacadas em vermelho - fevereiro de 2024

Situada no centro geográfico do Brasil, a Região Centro-Oeste possui uma rede de transportes pouco desenvolvida, mas em franca expansão. Devido a seu desenvolvimento recente, manifesta os efeitos de uma política de transportes claramente influenciada por uma mentalidade rodoviária. Assim ganham destaque as ligações de Brasília com todas as outras capitais através de estradas imensas, como a Brasília-Acre e Belém-Brasília. Além dessas, temos a Cuiabá-Porto Velho, a Cuiabá-Santarém e a Transpantaneira, projetada para ligar Corumbá a Cuiabá, porém a partir de Cuiabá a rodovia para na localidade de Porto Jofre e a muitos outros trechos do Pantanal Mato-grossense. Em termos de ferrovia, destaca-se que se estabelece a ligação entre o Sudeste e a Bolívia.
A região dispõe, ainda, de aeroportos de grande movimento. Dentre eles, destaca-se o Aeroporto Internacional Juscelino Kubitschek, em Brasília, o terminal tem a maior capacidade de pista do país podendo receber até 60 voos e decolagens por hora, sendo atualmente o segundo mais movimento do Brasil. Além disso, a região também é servida por aeroportos de pequenos aviões que a cruzam em todos os sentidos.
Beneficiado por apresentar rios de planície que facilitam a navegação, o Centro-Oeste tem no município de Corumbá o seu principal porto fluvial. A região possui ainda dois importantes portos-secos: o Centro-Oeste (em Anápolis) e o Agesa (em Corumbá).
O estado de Goiás possui a segunda melhor e mais conservada malha rodoviária do país, apenas atrás de São Paulo. Nos últimos anos o Governo Federal vem investindo na duplicação de rodovias que ligam Goiânia a Brasília (BR-060), mas a BR-153, principal acesso ao norte do país, está há anos sem receber manutenção, principalmente no trecho entre Anápolis e Porangatu, na divisa com o Tocantins, neste trecho ela está esburacada e abandonada pelo Governo Federal.
Segundo a Confederação Nacional do Transporte, Mato Grosso possui 1 802 quilômetros apontados como “Ótimo” e “Bom”, entre os 4 731 quilômetros de rodovias federais e estaduais. No Mato Grosso do Sul houve sensível melhora das rodovias nos últimos 10 anos, principalmente as rodovias federais e próximas de Campo Grande.

## Turismo

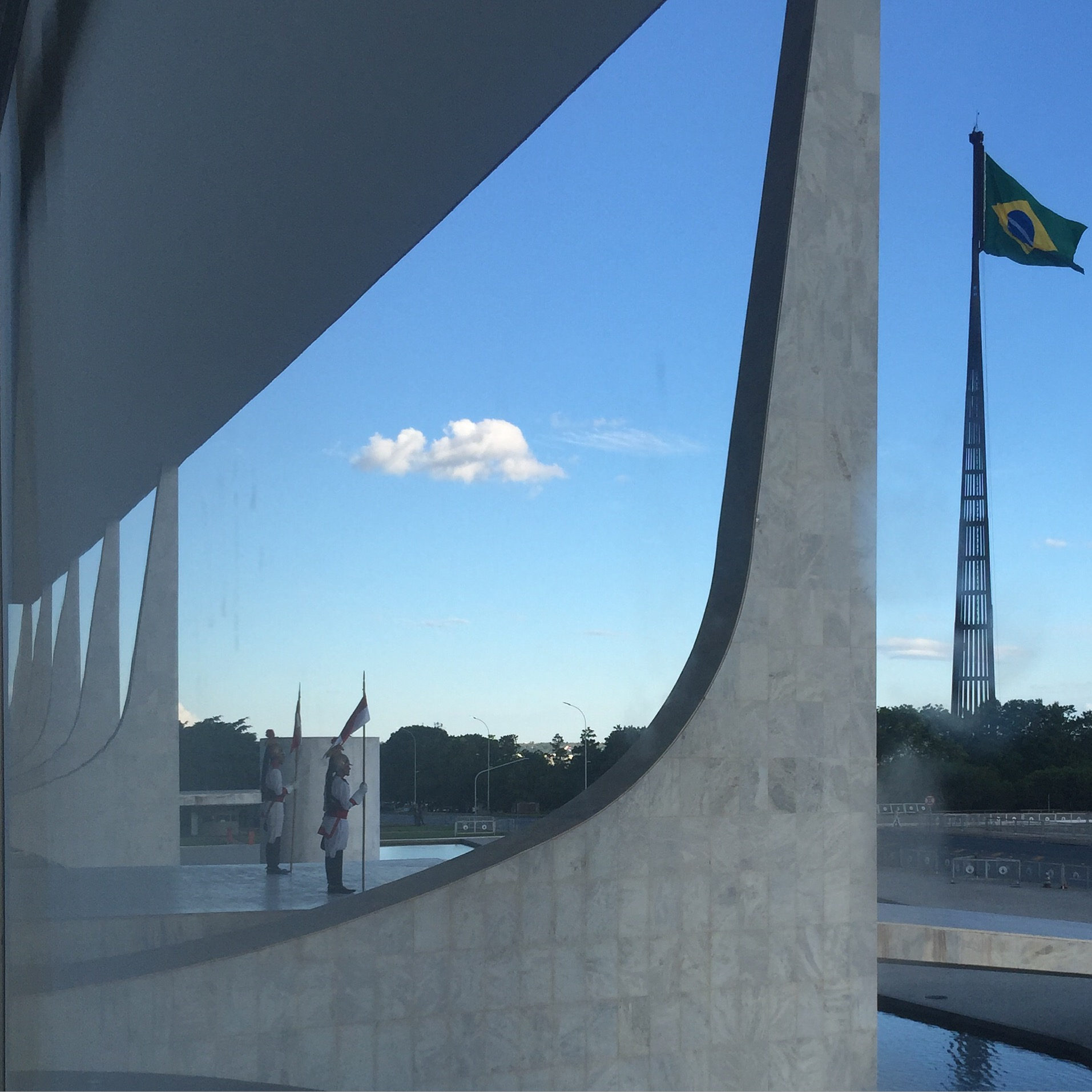
Dragões da Independência fazem guarda do Palácio do Planalto, em Brasília. Sede da Presidência da República e um dos principais pontos turísticos da Região Centro Oeste.

O turismo vem se desenvolvendo rapidamente na região Centro-Oeste do Brasil, atraindo visitantes de várias partes do mundo. A região mais conhecida é o Pantanal, no Mato Grosso e Mato Grosso do Sul. Trata-se da maior planície inundável do mundo e uma das maiores bacias de sedimentação do planeta.
O Distrito Federal é conhecido por abrigar Brasília, a capital do país, um os dez melhores destinos turísticos de arquitetura do mundo, sendo uma cidade que, além de centro político, é um dos principais polos econômicos do país. A cidade recebe grandes eventos, e possui uma das maiores rede hoteleira do Brasil. É a maior cidade do mundo construída no século XX, tendo como alguns de seus principais pontos turísticos obras de Oscar Niemeyer. Marco da arquitetura e urbanismo modernos, é detentora da maior área tombada do mundo – 112,25 km² – e foi inscrita pela UNESCO na lista de bens do Patrimônio Mundial da Humanidade em 7 de dezembro de 1987, sendo o único bem contemporâneo a merecer essa distinção. Além de diversas outras regiões.

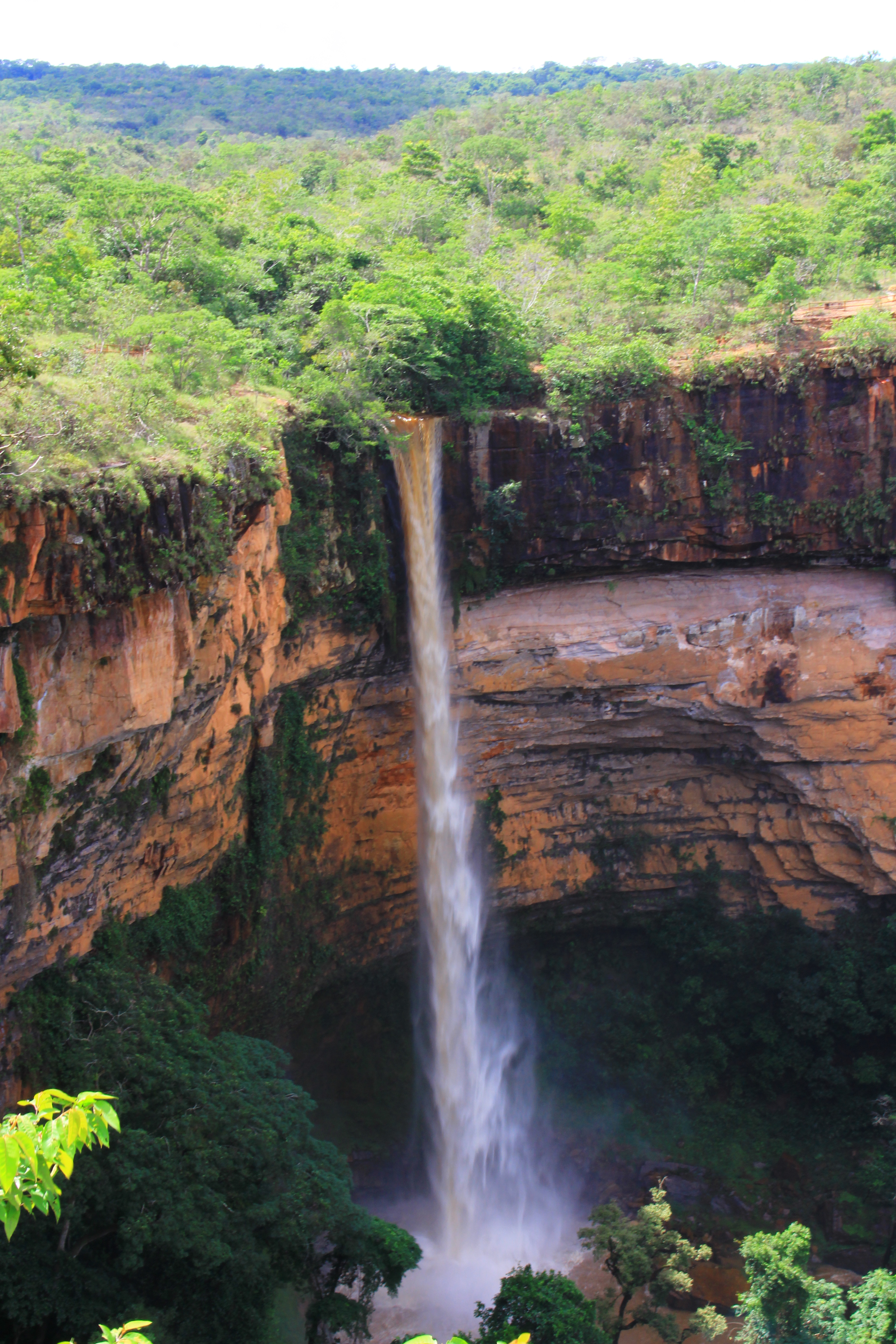
Cartão postal da Chapada dos Guimarães, a cachoeira do Véu de Noiva é formada pelo rio Coxipó com 86 metros de queda livre, é o principal ponto de visitação do Parque Nacional.

O estado de Goiás é conhecido por suas belezas naturais. Entre elas, recebem destaque o Parque Nacional da Chapada dos Veadeiros e o Parque Nacional das Emas, que representam a conservação do cerrado. A prática de mergulho é realizada no Lago de Serra da Mesa. As águas termais são encontradas principalmente em Caldas Novas e Rio Quente. Quanto ao aspecto cultural, o patrimônio histórico pode ser encontrado em Pirenópolis, Goiás, Niquelândia e Corumbá de Goiás, que também possuem cachoeiras. Grutas existem praticamente em todas as cidades do Norte Goiano. Destacam-se também a comunidade quilombola de Cavalcante e a comunidade exotérica de Alto Paraíso de Goiás. Em Ivolândia encontra-se a cidade de Pedra. A cidade de Paraúna também conta com formações rochosas. A cidade de Rio Verde possui diversos pontos turísticos. A sua capital é Goiânia, uma cidade que possui em seu centro o maior acervo do estilo patrimonial em art déco no Brasil. Oferece atrativos culturais, além das feiras diárias e da Feira Hippie, aos domingos, a maior do gênero na América Latina. No sudeste goiano, a atração é o Parque Nacional das Emas.
O estado do Mato Grosso tem uma das entradas para o Pantanal na cidade de Poconé e também faz parte da Floresta Amazônica, destacando o Parque Estadual Cristalino. Sua capital é Cuiabá que hoje esta focada no turismo de negócios sendo destino de vários congressos e feiras de devido a sua ótima estrutura hoteleira e de centros de eventos. A cidade de Chapada do Guimarães, distante 65 km da capital, é o principal destino dos turistas que vêm a Mato Grosso. O grande atrativo é a natureza exuberante formada por paredões com formações rochosas, grutas, mirantes e cachoeiras, que juntamente com a flora e a fauna, principalmente os pássaros, atraem muitos turistas brasileiros e estrangeiros. O Parque Nacional de Chapada dos Guimarães reúne todas essas atrações e tem uma boa infraestrutura com quiosques, restaurante, banheiros e guias para receber bem o turista. A cidade de Nobres fica a 120 km de Cuiabá e disponibiliza rios de águas transparentes para a prática da flutuação onde pode-se observar diversas espécies de peixes. Mais ao sul do estado, destacam-se os balneários de águas quentes naturais localizados nas cidades de Juscimeira e Jaciara, onde também está localizada a Cachoeira da Fumaça, complexo de rios e cachoeiras muito procurados para a prática do rafting.
O estado do Mato Grosso do Sul é mundialmente conhecido por sua biodiversidade. Encontrada principalmente no Complexo do Pantanal e no Parque Nacional da Serra da Bodoquena. Sua capital é Campo Grande e suas principais cidades turísticas são Bonito, Jardim e Bodoquena localizados no Parque Nacional da Serra da Bodoquena. Se destacam também as cidades de Corumbá, Aquidauana, Anastácio e Porto Murtinho no Complexo do Pantanal, Ponta Porã e Bela Vista na fronteira com o Paraguai, além das cidades de Rio Verde e Fátima do Sul.